# Федотов, Валерий Анатольевич
Вале́рий Анато́льевич Федо́тов (род. 31 июля 1970, Приозерск, Ленинградская область) — российский политик, бывший член партии «Единая Россия» — покинул партию, публично разрезал свой партбилет в знак протеста против ареста Урлашова, уголовного преследования Навального и других политических репрессий в России. Одновременно объявил о вступлении в партию «Гражданская платформа».
С 2009 по 2012 годы возглавлял исполком Василеостровского районного отделения партии «Единая Россия». Потерял пост после публичных выступлений о необходимости реформирования ЕР и демократизации политической системы России в целом. Имел репутацию «оппозиционера в рядах ЕР», «нестандартного единоросса» или «единоросса-альбиноса» благодаря демократическим взглядам и стремлению к диалогу с оппозицией. Инициативы Федотова регулярно становились причиной громких конфликтов между ним и руководством партии.

## Биография
В 1987 году окончил среднюю школу № 474 г. Ленинграда. В 1991 году окончил Ленинградское высшее военно-топографическое командное училище имени генерала Антонова (ЛВВТКУ им. Антонова). В 2009 году окончил Северо-Западную академию государственной службы (СЗАГС).
Бизнесмен, имеет степень MBA. В 1990—2000-е годы создал ряд компаний по производству товаров народного потребления, поставкам инженерных и сантехнических систем.
С 2009 года — руководитель исполкома Василеостровского районного отделения партии «Единая Россия». 26 сентября 2012 года был снят с должности и подвергнут порицанию коллегами по партии за вольнодумство. Одновременно заявил о намерении сформировать из прогрессивно мыслящих членов «Единой России» общественную организацию «Демократическая платформа».

### Письмо участницам группы «Pussy Riot»
30 июля 2012 года выступил с открытым письмом к участницам группы «Pussy Riot» с требованием освободить девушек из-под ареста и отпустить их по домам к детям. В обращении Федотов подчеркнул, что осуждает акцию в Храме Христа Спасителя, но считает наказание за неё в виде тюремного заключения излишне жестоким. «Процесс над девушками из панк-группы Pussy Riot выставляет нашу страну на посмешище перед всем миром и превращается в международный символ правового беспредела, царящего в России», — говорилось в письме.
Партия «Единая Россия» открестилась от заявления Федотова, в руководстве ЕР его назвали «несвоевременным и неадекватным».

### Выступление на «Белом форуме» оппозиции
17 августа 2012 года принял участие в «Белом форуме» оппозиции, проходившем в Репине под Санкт-Петербургом. В своём выступлении заявил, что Россия находится в состоянии «холодной гражданской войны», отметив, что если власть и оппозиция срочно не найдут компромисс, это может привести к новому 1917 году.
Выступление на форуме, содержащее жёсткую критику одновременно и власти, и оппозиции, было оценено наблюдателями как фурор и вызвало новый виток порицаний со стороны консервативно настроенных однопартийцев. Последние обвинили Федотова в пиаре и том, что он обратился с критикой в адрес ЕР к политическим соперникам, не обсудив сначала свои взгляды с собственными соратниками.

### Участие в выборах руководителя ЦИК ЕР и открытое обращение к Медведеву
В июле 2012 года выступил с программой реформирования партии под названием «10 мер для спасения „Единой России“». 13 июля объявил о выдвижении с этой программой на должность руководителя ЦИК партии на открытом конкурсе, объявленном по инициативе Дмитрия Медведева. Заявление о выдвижении было провокационно озаглавлено «Я уничтожу ЕР» (речь в нём шла о полной перезагрузке партии).
В августе 2012 года обратился с открытым письмом к Дмитрию Медведеву, в котором назвал выборы главы ЦИК ЕР «фарсом» и попросил председателя партии аннулировать итоги конкурса. Федотова возмутили правила проведения конкурса, по которому выбирать главу ЦИК «предлагалось не „снизу“, всеми членами партии, а узким кругом действующих бюрократов».

### Книга «Исповедь единоросса»
Автор книги «Исповедь единоросса» (рабочее название — «Откровения единоросса»). В книге описывается опыт участия автора в выборах депутатов ЗАКС Санкт-Петербурга 2011 года. Газета «Аргументы и Факты» включила «Исповедь единоросса» в ТОП-10 самых интересных книг о политике.
19 января 2013 года в Санкт-Петербургском магазине «Буквоед» прошла презентация «Исповеди единоросса». В её ходе устроил провокацию активист «Молодой гвардии Единой России» Владислав Ловицкий: он вышел к сцене и, объявив Федотова «предателем партии и Путина», предложил ему выпить «национальный напиток предателей — чай с полонием». Ловицкого вывела охрана, чашка с чаем разбилась.
13 июня 2013 года Валерий Федотов подарил свою книгу Михаилу Ходорковскому, передав её через адвоката Вадима Клювганта. Надпись на обложке гласила «Желаю свободы вам и России!».

### Выборы в Законодательное собрание Санкт-Петербурга
Летом 2011 года Валерий Федотов победил на внутренних праймериз «Единой России» с результатом 70 % и был выдвинут партией кандидатом в депутаты Законодательного собрания Санкт-Петербурга V созыва по первому избирательному округу. В ходе избирательной кампании инициативная группа жителей во главе с Федотовым добилась компенсации жителям тринадцатой квартплаты. Также штаб Федотова провёл акцию «Стена любви к маме», напоминал водителям о правилах парковки, боролся за сохранение детского сада № 25. По итогам выборов Федотов набрал 10 004, или 26,26 % голосов избирателей и занял второе место.

### Дело Бьянки — Федотова
В октябре 2012 Валерий Федотов опубликовал в своём блоге видеоролик с концерта певицы Бьянки, организованного «Единой Россией» и Объединённым народным фронтом в Липецке в 2011 году. Исполняемый на видео фрагмент песни содержит слова: «В Амстердаме не спеша колосится анаша, в Амстердаме хорошо, в Амстердаме кофешоп». Федотов обвинил партию «Единая Россия» и Объединённый народный фронт в пропаганде наркотиков.
Депутат Госдумы Олег Нилов обратился с запросом о пропаганде наркотиков на мероприятии ЕР в МВД. Полученный в конце ноября ответ замминистра МВД В. Кирьянова гласил, что сроки привлечения к административной ответственности организаторов концерта и певицы истекли, однако к ответственности должен быть привлечён автор публикации ролика в интернете. 4 апреля 2013 года Федотов был вызван в Василеостровское УМВД Санкт-Петербурга для опроса по возбуждённому в его отношении делу.

### Обучение в Московской школе политических исследований
В июне — июле 2013 года прошёл курс обучения в Московской школе политических исследований (МШПИ). По итогам первого семестра предложил школе оплатить издание одной из книг, выпускаемых в рамках её издательской программы.

### Выход из партии «Единая Россия»
11 июля 2013 года Валерий Федотов заявил о своём выходе из ЕР, демонстративно разрезав партбилет садовыми ножницами. Заявление было сделано на совместной с Юрием Рыдником и Максимом Резником пресс-конференции в офисе санкт-петербургской «Гражданской платформы». Причиной стали разногласия с партийным руководством по ряду причин. В частности, по репрессивным законам, преследованию оппозиции, делу Pussy Riot.

«Мой уход сейчас означает, что в партии нет места даже одному честному человеку, говорящему правду, — объяснил Федотов „Газете. Ru“. — Партия опустилась, перестала следить за собой, она всё меньше похожа на публичную политическую силу. У партии нет будущего, партия стала механизмом политических репрессий».— http://www.gazeta.ru/politics/2013/07/11_a_5424617.shtml
Спустя несколько дней после этого заявления Федотов впервые в жизни вышел на несанкционированную акцию протеста — в поддержку арестованного 18 июля в Кирове Алексея Навального. Его фото с поднятой вверх газетой «За Навального» получило широкое распространение в социальных сетях и СМИ.

### Рейтинг политических блогеров
В сентябре 2013 года занял первое место в рейтинге политических блогеров Санкт-Петербурга, опубликованном интернет-изданием «Ридус». В общероссийском рейтинге блог Федотова занял 45-е место.

### Выборы в Общественную палату РФ
В мае 2014 года был выдвинут кандидатом на выборах в Общественную палату РФ в номинации «Развитие СМИ и массовых коммуникаций». Его кандидатуру поддержали партия «Гражданская платформа», Дмитрий Гудков, Елена Лукьянова и другие политики и общественные деятели.
Валерий Федотов в ходе кампании обвинил своих конкурентов в массовой скупке голосов, а также заявил о прямых фальсификациях результатов голосования. Призывал к отмене итогов выборов либо их бойкоту со стороны оппозиционных кандидатов. В ответ глава РОИ, на площадке которой проходило голосование, Илья Массух обвинил в махинациях самого Федотова, а также — Елену Альшанскую и Бориса Альтшулера. По итогам выборов набрал 1016 голосов и занял шестое место в номинации (в ОП прошли 3 из 13 претендентов).

## Семейное положение
Разведён. Два сына — Роман (род. 1992) и Максим (род. 1996).

## Интересные факты
Цитатой статьи Федотова «На Болотной победил Лимонов» завершается роман Эдуарда Лимонова «Дед», вышедший в 2014 году. Действующие лица произведения — лидеры российской оппозиции: Алексей Навальный, Борис Немцов, Илья Яшин и другие. В последних строках романа его главный герой — альтер эго автора, прочитав статью о себе, обращается к Федотову со словами «Всё верно, Валера!» и рассуждением о важности случая, удачи в человеческой жизни.